# Gabriel Abegunrin
Gabriel ’Leke Abegunrin (ur. w 1947 w Iwere-Ile), nigeryjski duchowny katolicki, arcybiskup metropolita Ibadanu od 2013.

## Życiorys
Święcenia kapłańskie przyjął 21 kwietnia 1979.

## Episkopat
3 marca 1995 został mianowany biskupem ordynariuszem Osogbo. Sakry biskupiej udzielił mu 13 maja 1995 nuncjusz apostolski w Nigerii - arcybiskup Carlo Maria Viganò.
29 października 2013 papież Franciszek mianował go arcybiskupem metropolitą Ibadanu. Ingres odbył się 24 stycznia 2014.
Paliusz otrzymał z rąk papieża Franciszka w dniu 29 czerwca 2014.